# ルングロ
ルングロ（イタリア語: Lungro）は、イタリア共和国カラブリア州コゼンツァ県にある、人口約2,500人の基礎自治体（コムーネ）。

## 地理

### 位置・広がり

#### 隣接コムーネ
隣接するコムーネは以下の通り。
- アックアフォルモーザ
- アルトモンテ
- フィルモ
- オルソマルソ
- サン・ドナート・ディ・ニネーア
- サラチェーナ